# Café Hahn

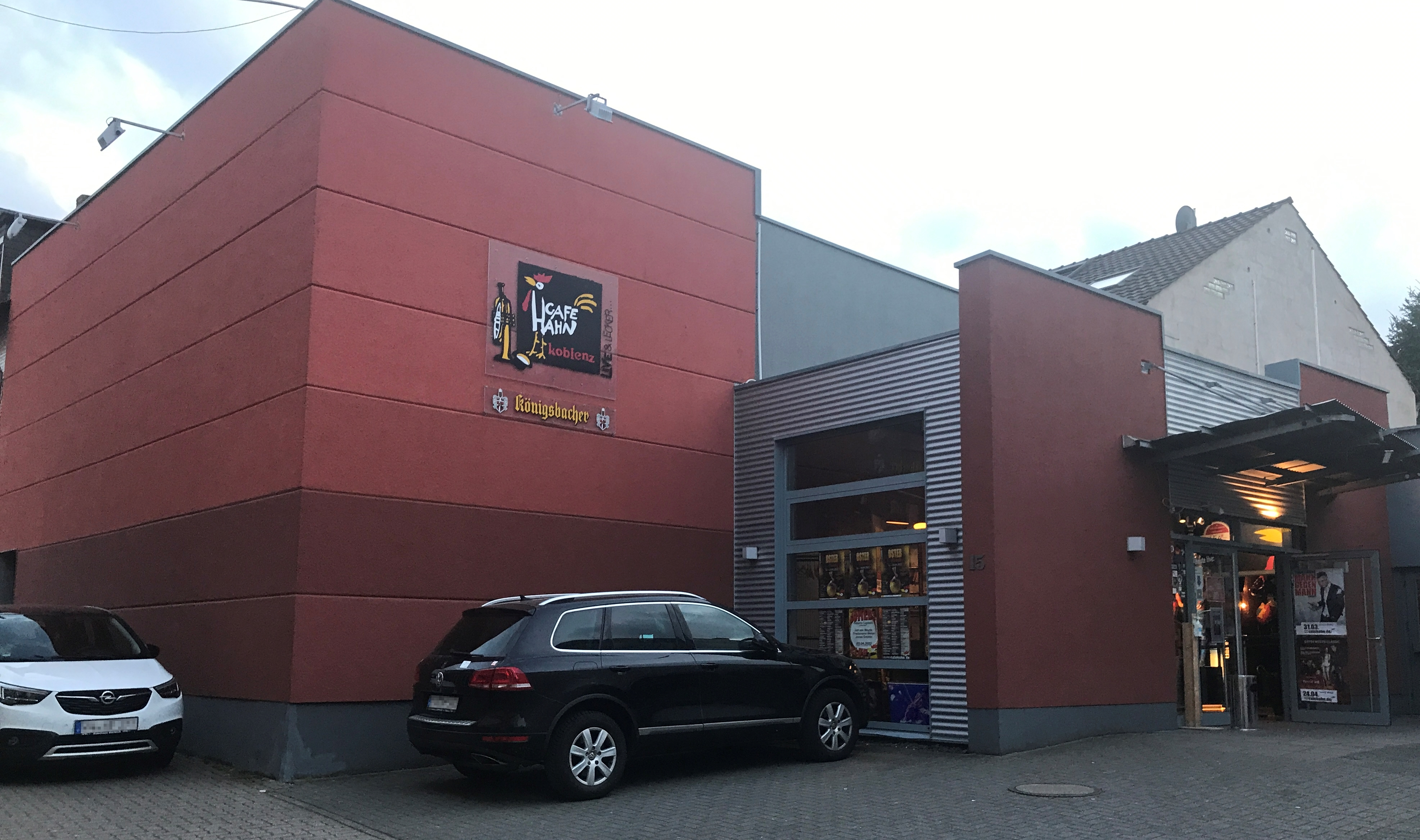
Café Hahn

Le Café Hahn est un club de musique et un cabaret à Coblence. Le club, situé dans le quartier de Güls, est fondé en 1981 par Karl Hubert Hahn (appelé Berti). Il reprend le café créé de longue date avec un petit supermarché par son père et en fait le club culturel le plus important du Rhin moyen. Du 24 au 28 mai 2006, le 25e anniversaire du club est célébré avec un grand festival et plus de 50 groupes et artistes dans et autour du Café Hahn.
Des stars internationales et nationales de la scène jazz, blues, rock, folk, country, cabaret et comédie s'y sont produites : Chris Farlowe, Bernard Allison, Dave Brubeck, Joe Zawinul, Jango Edwards, Anke Engelke, Stefan Raab, Michael Mittermeier (de), Bülent Ceylan, Still Collins et Mario Barth ont tous été invités au Café Hahn. Les autres moments forts du programme sont les petits-déjeuners du dimanche matin, la « Rosa Bütt » et les spectacles de variétés à Pâques et à Noël. Lors de ces occasions se produisent des artistes de variété internationaux tels que Carl Einar Häckner, Dua DanShouding, Yulija Boshuna, Oleksandr Tichonvm et Erik Ivarsson. 
Le « Förderverein Kultur im Café Hahn e. V.  » soutient les jeunes artistes et les nouveaux arrivants avec l'aide de sponsors tels que Koblenz-Touristik et l'été culturel de Rhéanie-Palatinat (de) qui ont ainsi la possibilité d'augmenter leur niveau de sensibilisation. Café Hahn est également un découvreur de talents et est le directeur artistique du festival annuel des jongleurs et du cabaret de Coblence (de) organisé par Koblenz Tourism. 
Le Café Hahn est également co-responsable de divers festivals en plein air, tels que le festival de musique du monde Horizonte (de) à la forteresse Ehrenbreitstein et le « Schängelmarkt ».  Lors du Bundesgartenschau 2011 (de), le Café Hahn organise des événements de variétés et de comédie ainsi que de petits concerts.
Depuis 2012, Café Hahn GmbH est également responsable de la restauration à la forteresse d'Ehrenbreitstein et de la gestion des événements publics et fermés. Un total de quatre restaurants et neuf salles intérieures et extérieures créent la base d'une multitude de faits culturels, tels que des concerts et de la comédie. La variété de forteresse dans les salles en dôme (novembre et décembre) avec des points forts acrobatiques et culinaires fait déjà partie intégrante du calendrier des événements de Coblence. 
Berti Hahn reçoit le prix des citoyens de Coblence en 2015. 

## Liens Internet
- Café Hahn
- Festival de la culture mondiale Horizons